# Acorn Computers
Acorn Computers Ltd. var en britisk computervirksomhed etableret i Cambridge, England i 1978 af Hermann Hauser, Chris Curry og Andy Hopper. Virksomheden producerede en række computere i 1980'erne med tilhørende software, der var meget populære på hjemmemarkedet, og de har historisk set været indflydelsesrige i udviklingen af computerteknologi som mikroprocessorer.
Virksomhedens Acorn Electron, udgivet i 1983, og den senere Acorn Archimedes, var meget populære i Storbritannien, mens Acorns BBC Micro-computer dominerede markedet for uddannelsescomputere i 1980'erne. Virksomheden designede også ARM-arkitekturen og styresystemerne til ARM; Arthur og RISC OS. Arkitekturdelen af virksomheden blev udskilt som Advanced RISC Machines (forkortet ARM) under et joint venture med Apple og VLSI Technology i 1990, nu kendt som Arm Holdings, som er dominerende på markedet for mobiltelefoner og personlige digitale assistenter (PDA) mikroprocessorer i dag.
I 1990'erne lancerede Acorn Risc PC-serien og Acorn Network Computer, og de havde også en periode på markedet for set-top-bokse og uddannelsesudstyr. Imidlertid førte økonomiske problemer til, at virksomheden lukkede sin arbejdsstationsafdeling i september 1998, hvilket effektivt stoppede deres hjemmecomputerforretning og aflyste udviklingen af RISC OS og Phoebe-computeren. Virksomheden blev opkøbt og i vid udstrækning afviklet i begyndelsen af 1999. I bakspejlet bliver Acorn undertiden omtalt som det "britiske Apple" og er blevet sammenlignet med Fairchild Semiconductor for at være en katalysator for startups.